# قرة قوش سفلي
قرة قوش سفلي هي قرية في مقاطعة خوي، إيران. عدد سكان هذه القرية هو 102 في سنة 2006.